# Division de Varanasi
La Division de Varanasi est l'une des 18 divisions administratives de l'État indien de l'Uttar Pradesh.

## Districts
Elle est constituée de 4 districts :
- Vārānasī
- Chandauli
- Ghazipur
- Jaunpur.